# Skeletodes tetrops
Skeletodes tetrops är en skalbaggsart som beskrevs av Newman 1850. Skeletodes tetrops ingår i släktet Skeletodes och familjen långhorningar. Inga underarter finns listade i Catalogue of Life.